# 乔迪·温特
乔迪·温特（英語：Jodi Winter，1976年6月28日—），澳大利亚女子赛艇运动员。她曾代表澳大利亚参加世界赛艇锦标赛，获得二枚金牌和一枚银牌。她也曾参加2000年和2004年夏季奥林匹克运动会。